# Bouboulou
Bouboulou est une commune rurale située dans le département de Yako de la province du Passoré dans la région Nord au Burkina Faso.

## Géographie
Bouboulou se trouve à 12 km au sud-est du centre de Yako, le chef-lieu de la province, et à 5 km au sud-ouest de la route nationale 2 reliant le centre au nord du pays.

## Économie
L'économie traditionnelle de la commune est basée sur l'agriculture et le commerce. Cependant, il existe sur le territoire du village un permis d'exploitation minière aurifère détenu par la société Nexus Gold.

## Santé et éducation
Bouboulou accueille un centre de santé et de promotion sociale (CSPS) tandis que le centre médical avec antenne chirurgicale (CMA) de la province se trouve à Yako.
Le village possède une école primaire publique et, depuis 2020, un nouveau collège d'enseignement général (CEG) composé de quatre salles de classe pour environ 400 élèves construit en coopération avec la Chine pour un coût de 28 millions de francs CFA (soit 42 000 euros). Les études secondaires doivent se faire au lycée provincial de Yako.